# Todarodes sagittatus
El calamar volador europeo, pota común o europea (Todarodes sagittatus) es una especie de molusco cefalópodo de la familia Ommastrephidae. Es una especie comestible que también se conoce vulgarmente como volador, canana, lutra o pota negra. Con bajo valor comercial, calamares con valores comerciales más altos son los del género Loligo.

## Descripción
Se identifica por un manto largo, aletas cortas, una maza tentacular muy larga (las ventosas ocupan casi toda su extensión). Dáctilo con 4 hileras de ventosas muy pequeñas, presenta una coloración rojo púrpura.

## Distribución y hábitat
Habita a unos 800 m de profundidad en los océanos Atlántico y Pacífico (donde alcanza un tamaño de 75 cm) y en el mar Mediterráneo (25 cm). Suele acercarse al litoral durante la noche. Se alimenta de peces, crustáceos e invertebrados.